# Холмистое (Крым)
Холми́стое (до 1948 года Бию́к-Бора́ш; укр. Холмисте, крымскотат. Büyük Boraş, Буюк Бораш) — исчезнувшее село в Первомайском районе Республики Крым, располагавшееся в центре района, в степной части Крыма, примерно в 1 километре севернее села Фрунзе.

### Динамика численности населения
| - 1805 год — 75 чел. - 1864 год — 18 чел. - 1889 год — 122 чел. - 1892 год — 219 чел. | - 1900 год — 295 чел. - 1915 год — 258/31 чел. - 1926 год — 172 чел. - 1939 год — 275 чел. |

## История
Первое документальное упоминание села встречается в Камеральном Описании Крыма… 1784 года, судя по которому, в последний период Крымского ханства Боружи входил в Караул кадылык Перекопского каймаканства. После присоединения Крыма к России (8) 19 апреля 1783 года, (8) 19 февраля 1784 года, именным указом Екатерины II сенату, на территории бывшего Крымского Ханства была образована Таврическая область и деревня была приписана к Перекопскому уезду. После Павловских реформ, с 1796 по 1802 год, входила в Акмечетский уезд Новороссийской губернии. По новому административному делению, после создания 8 (20) октября 1802 года Таврической губернии, Биюк-Бараш был включён в состав Бозгозской волости Перекопского уезда.
По Ведомости о всех селениях в Перекопском уезде состоящих с показанием в которой волости сколько числом дворов и душ… от 21 октября 1805 года в деревне Барач числилось 11 дворов и 75 жителей крымских татар. На военно-топографической карте генерал-майора Мухина 1817 года деревня Биюк бараш обозначена с 13 дворами. После реформы волостного деления 1829 года Биюк барач, согласно «Ведомости о казённых волостях Таврической губернии 1829 года» отнесли к Эльвигазанской волости (переименованной из Бозгозской). На карте 1836 года в деревне 9 дворов, а на карте 1842 года Биюк-Бураш обозначен условным знаком «малая деревня», то есть, менее 5 дворов.
В 1860-х годах, после земской реформы Александра II, деревню приписали к Ишуньской волости. В «Списке населённых мест Таврической губернии по сведениям 1864 года», составленном по результатам VIII ревизии 1864 года, Биюк-Бараш — владельческая деревня, с 3 дворами, 18 жителями и соборной мечетью при колодцахъ. По обследованиям профессора А. Н. Козловского 1867 года, вода в колодцах деревни была солоноватая, «в достаточном количестве», а их глубина колебалась от 2,5 до 5 саженей (от 5 до 10 м). Судя по отсутствию деревни в списке из «Памятной книжке Таврической губернии за 1867 год» покинутых в эмиграцию 1860—1864 годов, в деревне оставалось татарское население и на трехверстовой карте Шуберта 1865—1876 года в деревне Биюк-Бураш обозначено 10 дворов). В «Памятной книге Таврической губернии 1889 года», по результатам Х ревизии 1887 года, в деревне Биюк-Бораш числилось 22 двора и 122 жителя.
После земской реформы 1890 года Биюк-Бараш отнесли к Джурчинской волости.Согласно «…Памятной книжке Таврической губернии на 1892 год», в деревне Биюк-Бараш, не входившей ни в одно сельское общество и находящейся в собственности дворянина Мурзы Уланова, было 219 жителей в 35 домохозяйствах. По «…Памятной книжке Таврической губернии на 1900 год» в деревне Биюк-Бораш (дворянина Уланова) числилось 295 жителей в 35 дворах. По Статистическому справочнику Таврической губернии. Ч.II-я. Статистический очерк, выпуск пятый Перекопский уезд, 1915 год, в деревне Биюк-Бараш Джурчинской волости Перекопского уезда числилось 15 дворов со смешанным населением в количестве 258 человек приписных жителей и 31 — «посторонних».
После установления в Крыму Советской власти и учреждения 18 октября 1921 года Крымской АССР, в составе Джанкойского уезда был образован Курманский район, в состав которого включили село. В 1922 году уезды получили название округов. 11 октября 1923 года, согласно постановлению ВЦИК, в административное деление Крымской АССР были внесены изменения, в результате которых был ликвидирован Курманский район и село включили в состав Джанкойского. Согласно Списку населённых пунктов Крымской АССР по Всесоюзной переписи 17 декабря 1926 года, в селе Биюк-Бораш, Джурчинского сельсовета Джанкойского района, числился 41 двор, все крестьянские, население составляло 172 человека, из них 135 татар, 8 немцев, 28 русских, 1 украинец, действовала татарская школа. Постановлением ВЦИК РСФСР от 30 октября 1930 года был создан Фрайдорфский еврейский национальный район (переименованный указом Президиума Верховного Совета РСФСР № 621/6 от 14 декабря 1944 года в Новосёловский) (по другим данным 15 сентября 1931 года) и село включили в его состав, а после разукрупнения в 1935-м и образования также еврейского национального Лариндорфского (переименованный указом Президиума Верховного Совета РСФСР № 621/6 от 14 декабря 1944 года в Первомайский), село переподчинили новому району.. По данным всесоюзная перепись населения 1939 года в селе проживало 275 человек.
В 1944 году, после освобождения Крыма от фашистов, согласно постановлению ГКО № 5859 от 11 мая 1944 года, 18 мая крымские татары были депортированы в Среднюю Азию. С 25 июня 1946 года Биюк-Бораш в составе Крымской области РСФСР Указом Президиума Верховного Совета РСФСР от 18 мая 1948 года, Биюк-Бораш переименовали в Холмистую. 26 апреля 1954 года Крымская область была передана из состава РСФСР в состав УССР. Ликвидировано до 1960 года, поскольку в «Справочнике административно-территориального деления Крымской области на 15 июня 1960 года» селение уже не значилось (согласно справочнику «Крымская область. Административно-территориальное деление на 1 января 1968 года» — в период с 1954 по 1968 годы как село Гришинского сельсовета).